# André Jean François Marie Brochant de Villiers
André Jean François Marie Brochant de Villiers (Mantes-la-Ville, 6 agosto 1772 – Parigi, 16 maggio 1840) è stato un mineralogista francese.

## Vita ed opere

### Biografia
Socio dell'Accademia francese delle scienze dal 1816 e docente all'École des mines, fu anche ispettore generale delle miniere francesi.

### Lavoro mineralogico
Maestro di Jean Baptiste Elie de Beaumont e Ours-Pierre-Armand Petit-Dufrénoy, descrisse per primo i seguenti minerali.
- stibnite (antimonio grigio)
- azzurrite
- prasiolite
- stilbite

A lui è dedicata la brochantite.

### Opere
Lavorò quasi tutta alla carta geologica della Francia, che poté essere pubblicata solo nel 1870 dai suoi due allievi Beaumont e Dufrénoy.
- Traité élémentaire de minéralogie, suivant les principes du professeur Werner, rédigé d'après plusieurs ouvrages allemands (2 volumes, 1800-1802)
- Traité abrégé de cristallographie (1818)
- Mémoires pour servir à une description géologique de la France, rédigés sous la direction de M. Brochant de Villiers par MM. Dufrénoy et Élie de Beaumont (4 volumes, 1830-1838)
- Carte géologique de la France exécutée sous la direction de Mr. Brochant de Villiers, Inspecteur général des Mines, par MM. Dufrénoy et Elie de Beaumont, Ingénieur des Mines (1870)